# Raily Legito
Raylinos Joaquin (Raily of Reily) Legito (Curaçao, 26 juli 1978) is een rechtshandige Curaçaose honkballer. Zijn positie was korte stop, nu derde honk, en hij is een snelle honkloper.
Voordat Legito naar Nederland verhuisde, honkbalde hij op Curaçao bij Santa Rosa, en in de Rookie League in de Dominicaanse Republiek. In 1999 kwam hij naar Nederland en speelde bij ADO. In 2001 stapte hij over naar PSV en toen deze ploeg degradeerde in 2003 naar Neptunus. Voor het seizoen 2006 werd hij uitgeroepen als beste slagman van de honkbal hoofdklasse. In 2007 kreeg hij de prijs voor de meeste gestolen honken.
Sinds het World Port Tournament van 1999 is Legito vaste kracht bij het Nederlands honkbalteam. Zowel bij het EK van 2005 als bij het EK van 2007 werd hij uitgeroepen tot beste verdedigende speler. Bij het EK van 2007 had hij de meeste RBI (15) en de meeste homeruns (4). Na het WK van 2007 werd Legito opgenomen in het All Star Team, als derde honkman.
Legito was tevens deel van de selectie van het Nederlands team voor de Olympische Spelen van 2008 in Peking, dit waren zijn derde Spelen na 2000 en 2004. Hij heeft vijfmaal deelgenomen aan wereldkampioenschappen en in 2006 aan de World Baseball Classic.
In 2011 werd Legito niet meer voor het Nederlands honkbalteam opgeroepen om deel te nemen aan het WK in Panama. Na afloop van het seizoen 2016 beeindigde hij zijn spelersloopbaan. Hij had tussen 1999 en 2016 achttien seizoenen (661 wedstrijden) in de hoofdklasse gespeeld. Hierna was hij enkele jaren actief als coach voor de Curaçaose selectie op het World Port Tournament. In 2021 werd hij hoofdcoach van Neptunus, de club waar tevens zijn zoon Raydley als speler is binnengehaald.
Sharnol Adriana · 
Johnny Balentina · 
Patrick Beljaards · 
Ken Brauckmiller · 
Rob Cordemans · 
Jeffrey Cranston · 
Michaël Crouwel · 
Radhames Dijkhoff · 
Robert Eenhoorn · 
Rikkert Faneyte · 
Evert-Jan 't Hoen · 
Chairon Isenia · 
Percy Isenia · 
Eelco Jansen · 
Ferenc Jongejan · 
Dirk van 't Klooster · 
Patrick de Lange · 
Raily Legito · 
Jurriaan Lobbezoo · 
Remy Maduro · 
Hensley Meulens · 
Ralph Milliard · 
Erik Remmerswaal · 
Orlando Stewart
Sharnol Adriana · 
Wladimir Balentien · 
Johnny Balentina · 
Patrick Beljaards · 
Maikel Benner · 
Yurendell de Caster · 
Ivanon Coffie · 
Rob Cordemans · 
Robin van Doornspeek · 
Dave Draijer · 
Evert-Jan 't Hoen · 
Chairon Isenia · 
Eelco Jansen · 
Sidney de Jong · 
Ferenc Jongejan · 
Eugene Kingsale · 
Dirk van 't Klooster · 
Patrick de Lange · 
Raily Legito · 
Calvin Maduro · 
Diego Markwell · 
Ralph Milliard · 
Harvey Monte · 
Alexander Smit
Sharnol Adriana · 
David Bergman · 
Leon Boyd · 
Yurendell de Caster · 
Rob Cordemans · 
Dave Draijer · 
Michael Duursma · 
Bryan Engelhardt · 
Percy Isenia · 
Sidney de Jong · 
Michiel van Kampen · 
Eugene Kingsale · 
Dirk van 't Klooster · 
Roel Koolen · 
Raily Legito · 
Diego Markwell · 
Shairon Martis · 
Martijn Meeuwis · 
Danny Rombley · 
Jeroen Sluijter · 
Tjerk Smeets · 
Alexander Smit · 
Juan Carlos Sulbaran · 
Pim Walsma